# Internationaler Mozartwettbewerb Salzburg

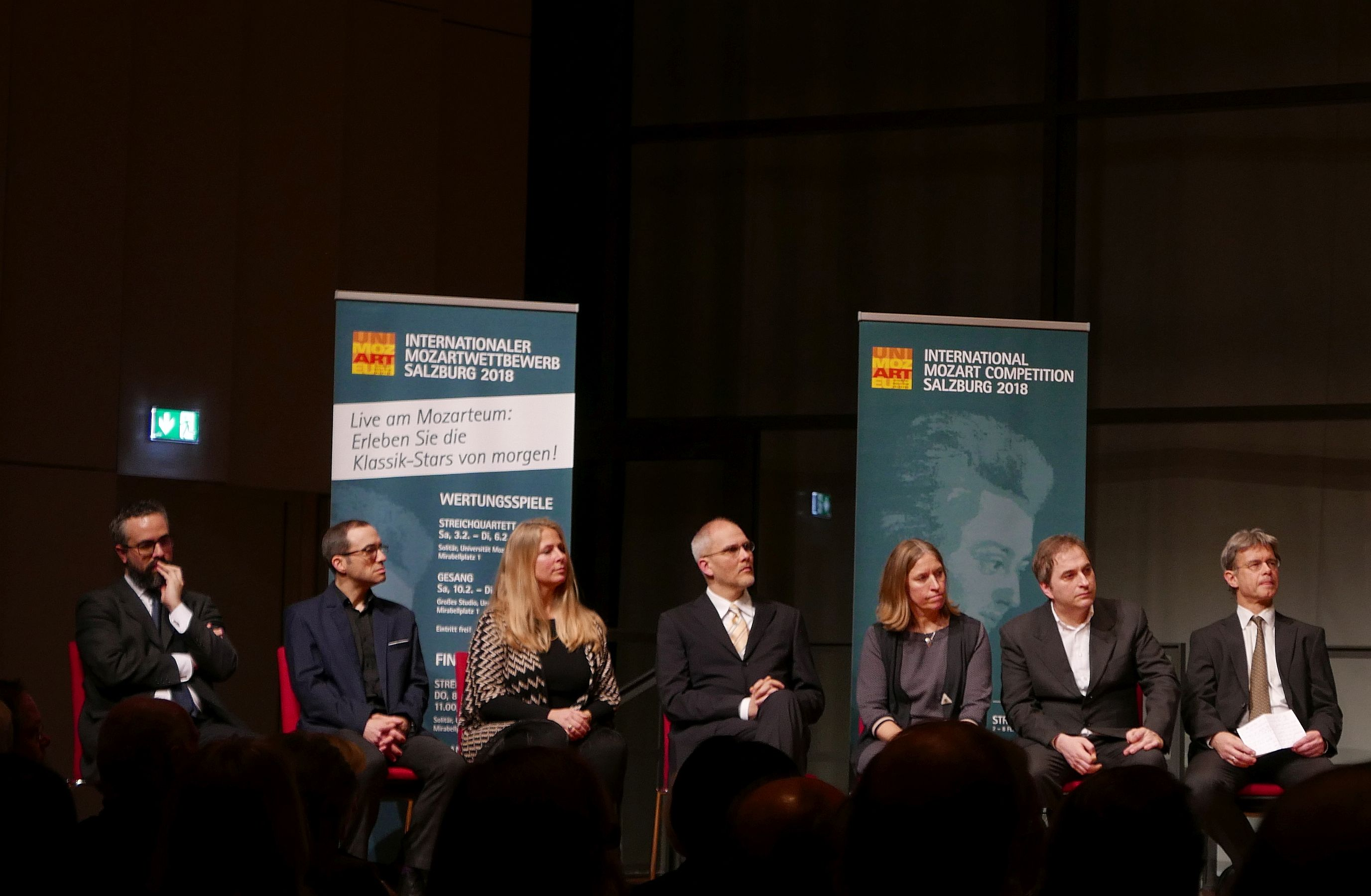
Jury beim Internationalen Mozartwettbewerb Salzburg 2018, Kategorie Streichquartett

Der Internationale Mozartwettbewerb Salzburg ist ein Musikwettbewerb, der seit 1975 in Salzburg veranstaltet wird. Bis 2014 wurde der Wettbewerb alle drei bis vier Jahre ausgetragen. Seit 2014 findet der Wettbewerb im Biennale-Rhythmus statt. Der Mozartwettbewerb wird von der Universität Mozarteum Salzburg organisiert. Wertungskategorien sind Gesang, Klavier, Violine, Horn und Streichquartett, die jedoch abwechselnd in den Wettbewerbsjahren ausgetragen werden. Der Wettbewerb ist seit 1990 mit der Fédération Mondiale des Concours Internationaux de Musique (FMCIM) assoziiert.

## Preisträger

### Erster Wettbewerb (1975)
- Sängerinnen: Ann-Marie Connors (1. Preis), Bettina Schoeller (3. Preis), Maria Gallamini (Wettbewerbsstipendium)
- Sänger: István Gáti (1. Preis), Robert Currier Christesen (2. Preis), Ferdinand Silhanek (Förder- und Anerkennungspreis)
- Piano: Diane Walsh (2. Preis), Michel Dalberto (3. Preis) und Andrea Nemecz (3. Preis). Es wurde kein 1. Preis vergeben.

### Zweiter Wettbewerb (1978)
- Sängerinnen: Elise Galama (1. Preis) und Edith Wiens (1. Preis)
- Sänger: James Wagner (1. Preis)
- Violine: Thomas Zehetmair (1. Preis)

### Dritter Wettbewerb (1985)
- Sängerinnen: Kathleen Cassello (1. Preis), Györgyi Benza (2. Preis), Renée Fleming (Förderpreis), Lona Culmer (Förderpreis), Cornelia Wosnitza (Anerkennungspreis).
- Sänger: Uwe Heilmann (2. Preis), Shigeru Tachibana (2. Preis), Peter Galliard (Förderpreis), Robert Hayward (1985, Förderpreis), Thomas Schulze (Anerkennungspreis). Ein erster Preis für Sänger wurde nicht vergeben.
- Piano: Mariora Trifan (2. Preis), Nikoletta Pantazatou (Förderpreis), Ulrike Payer (Förderpreis), Yuka Sakai (Förderpreis), Nicola Frisardi (Sachpreis) und Aleksadar Madzar (1985, Sachpreis). Es wurde kein 1. Preis vergeben.
- Violine: Marieke Blankestijn (1. Preis und Sachpreis), Peter Tanfield (Förderpreis), Sabine Scheffel (Sachpreis)

### Vierter Wettbewerb (1988)
- Sänger: George Mosley (1. Preis), Krzysztof Szmyt (2. Preis), Ralph Eschrig (Anerkennungspreis)
- Piano: Sarah Briggs (2. Preis), Tünde Kurucz (2. Preis), Emily White (Sonderpreis), Wieland Nordmeyer (Förder- und Anerkennungspreis) und Gabriele Seidel (Förderpreis). Es wurde kein 1. Preis vergeben.

### Fünfter Wettbewerb (1990/1991)
- Sängerinnen: Victoria Loukianetz (1. Preis), Eva Mei (Caterina-Cavalieri-Preis)
- Piano: Andrey Pisarev (1. Preis), Sergio Ciomei (2. Preis), Tal Weissman (3. Preis), David Buechner (Sonderpreis), Andreu Riera (Anerkennungspreis)
- Violine: Mikhail Tsinman (2. Preis), Alexander Janiczek (2. Preis), Hanna Weinmeister (3. Preis), Chie Abiko (Felix-Unger-Preis), Daniel Sepec (Förderpreis) und Alexander Hohenthal (Anerkennungspreis). Ein 1. Preis wurde nicht vergeben.

### Sechster Wettbewerb (1995)
- Sängerinnen: Magdalena Kožená (1. Preis), Etsuko Kanoh (2. Preis), Anita Krause (3. Preis), Yukiko Nishi (3. Preis), Melanie Diener (Preis der Internationalen Stiftung Mozarteum), Waltraud Mucher (Preis der Internationalen Stiftung Mozarteum), Naoko Fujii (Förderpreis), Simone Schröder (Anerkennungspreis)
- Piano: Silvia Cuccurullo (1. Preis), Roberta Pili (2. Preis), Alexandre Dossin (3. Preis), Sheila Arnold (Mozartpreis), Mari Kondo (Sonderpreis)
- Violine: Rainer Woltes (Förderpreis)

### Siebter Wettbewerb (1997/1999)
Der siebte Wettbewerb fand in den Wertungskategorien Komposition, Gesang, Violine, Klavier und Hammerklavier statt, und wurde im September 1997 (Kompositionen) bzw. zwischen 8. und 22. Januar 1999 (Gesang, Violine, Klavier und Hammerklavier) abgehalten.
- Piano: Irma Kliauzaite (1. Preis und Madame-Fukuda-Preis), Christina Marton (2. Preis), Mami Kino (3. Preis), Cornelia Herrmann (Sonderpreis), Roberto Prosseda (Sonderpreis), Sergei Terekhov (Sonderpreis)
- Violine: Barnabás Kelemen (1. Preis und Madame-Fukuda-Preis), Sophie Rowell (2. Preis), Susanna Henkel (3. Preis), Sebastian Breuninger (Preis der Internationalen Stiftung Mozarteum)
- Sänger: Yves Saelens (2. Preis), István Kovács (3. Preis), Petr Migounov (Sonderpreis), Luciano Miotto (Sonderpreis)
- Sängerinnen: Tamar Iveri (1. Preis und Madame-Fukuda-Preis), Diana Damrau & Eszter Wierdl (2. Preis ex aequo), Christiane Libor (Sonderpreis), Izabela Magdalena Szczerba (Sonderpreis), Christa Ratzenböck (Sonderpreis)
- Hammerklavier: Jury Martynov (1. Preis, Madame-Fukuda-Preis & Sonderpreis), Elena Privano-Karl (2. Preis), Florian Birsak (3. Preis & Sonderpreis)
- Komposition: Reinhard Fuchs (1. Preis – Gesang), Stefan Stoll (2. Preis – Gesang), Till Alexander Körber (Sonderpreis – Gesang), Luca Cori (1. Preis – Klavier), Arlan Nelson Schultz (2. Preis – Klavier), Tobias Giesen (Sonderpreis – Klavier), Javier Torres Maldonado (2. Preis – Hammerklavier), Josef Diermaier (1. Preis – Violine), Nadir Vassena (2. Preis – Violine), Valentin Marti (Sonderpreis – Violine)

### Achter Wettbewerb (2001/2002)
Der achte Wettbewerb fand in den Wertungskategorien Komposition (2001) sowie Gesang, Klavier und Violine statt, und wurde vom 11. bis 26. Januar 2002 abgehalten.
- Sängerinnen:[1] Genia Kühmeier (1. Preis), Beatrix Fodor (2. Preis), Astrid Monika Hofer (3. Preis), Kimy McLaren (Preis der Internationalen Stiftung Mozarteum)
- Sänger:[1] Hye-Soo Sonn (1. Preis), Yosep Kang (2. Preis), Wilfried Zelinka (3. Preis), Yun Hwan Cho (Preis der Internationalen Stiftung Mozarteum)
- Piano: Yoko Kikuchi (1. Preis, Madame Fukuda Preis), Jae-Won Cheung (2. Preis), Masako Sakai (3. Preis), Jacob Leuschner (Wiesbadener Mozartpreis), Emese Mali (Preis der Internationalen Stiftung Mozarteum)
- Violine: Esther Hoppe (1. Preis und Madame-Fukuda-Preis), Akiko Yamada (2. Preis), Joanna Kamenarska (3. Preis), Yuki Kasai (Preis der Internationalen Stiftung Mozarteum)

### Neunter Wettbewerb (2006)
Der neunte Wettbewerb fand nur in der Wertungskategorie Gesang statt und wurde vom 7. bis 16. August 2006 abgehalten. Preisträger:
- Sängerinnen: Elena Xanthoudakis (1. Preis und Madame-Fukuda-Preis), Bénédichte Tauran (2. Preis und Publikumspreis), Evgenia Grekova (Preis der Internationalen Stiftung Mozarteum), Sofia Fomina (Förderpreis), Gabriela Scherer (Sachpreis)
- Sänger: Arttu Kataja (3. Preis), Daniel Johannsen (Sonderpreis für die beste Mozart-Lied-Interpretation), Daniel Schmutzhard (Sonderpreis für die beste Interpretation der zeitgenössischen Komposition). Bei den Sängern wurden weder 1. noch 2. Preis vergeben.

### Zehnter Wettbewerb (2011)
Der zehnte Wettbewerb fand vom 9. bis 19. Februar 2011 in den Wertungskategorien Klavier und Violine statt.
- Klavier: Federico Colli (1. Preis und Förderpreis der Internationalen Stiftung Mozarteum), Ji  Hye Jung (2. Preis), Xiaoxi  Wu (3. Preis)
- Violine: Sergei Malow (1. Preis), Ying  Xue (2. Preis), Sarah Christian (3. Preis)

### Elfter Wettbewerb (2014)
Der elfte Wettbewerb fand in den Wertungskategorien Gesang und Streichquartett statt und wurde vom 5. bis 15. Februar 2014 abgehalten.
- Streichquartett: Novus String Quartett (1. Preis), Quatuor Varèse (2. Preis und Sonderpreis der Stiftung Mozarteum Salzburg), Quatuor Lumière (3. Preis)
- Gesang: Matthias Winckhler (1. Preis und Sonderpreis für die beste Interpretation eines Liedes von Wolfgang Amadeus Mozart), Siobhan Stagg (2. Preis und Sonderpreis für die beste Interpretation eines Liedes von Richard Strauss), Sophie Rennert (3. Preis)

### Zwölfter Wettbewerb (2016)
Der zwölfte Wettbewerb fand in der Kategorie Violine vom 1. bis 5. und in der Kategorie Klavier vom 5. bis 11. Februar 2016 statt.
- Violine: 1. Preis Ziyu He (China), 2. Preis Thomas Reif (Deutschland), 3. Preis Benjamin Marquise Gilmore (Niederlande)[4]
- Klavier: 1. Preis Saskia Giorgini (Niederlande/Italien), 2. Preis Yoonhee Yang (Südkorea), 3. Preis Julia Kociuban (Polen)[5]

### Dreizehnter Wettbewerb (2018)

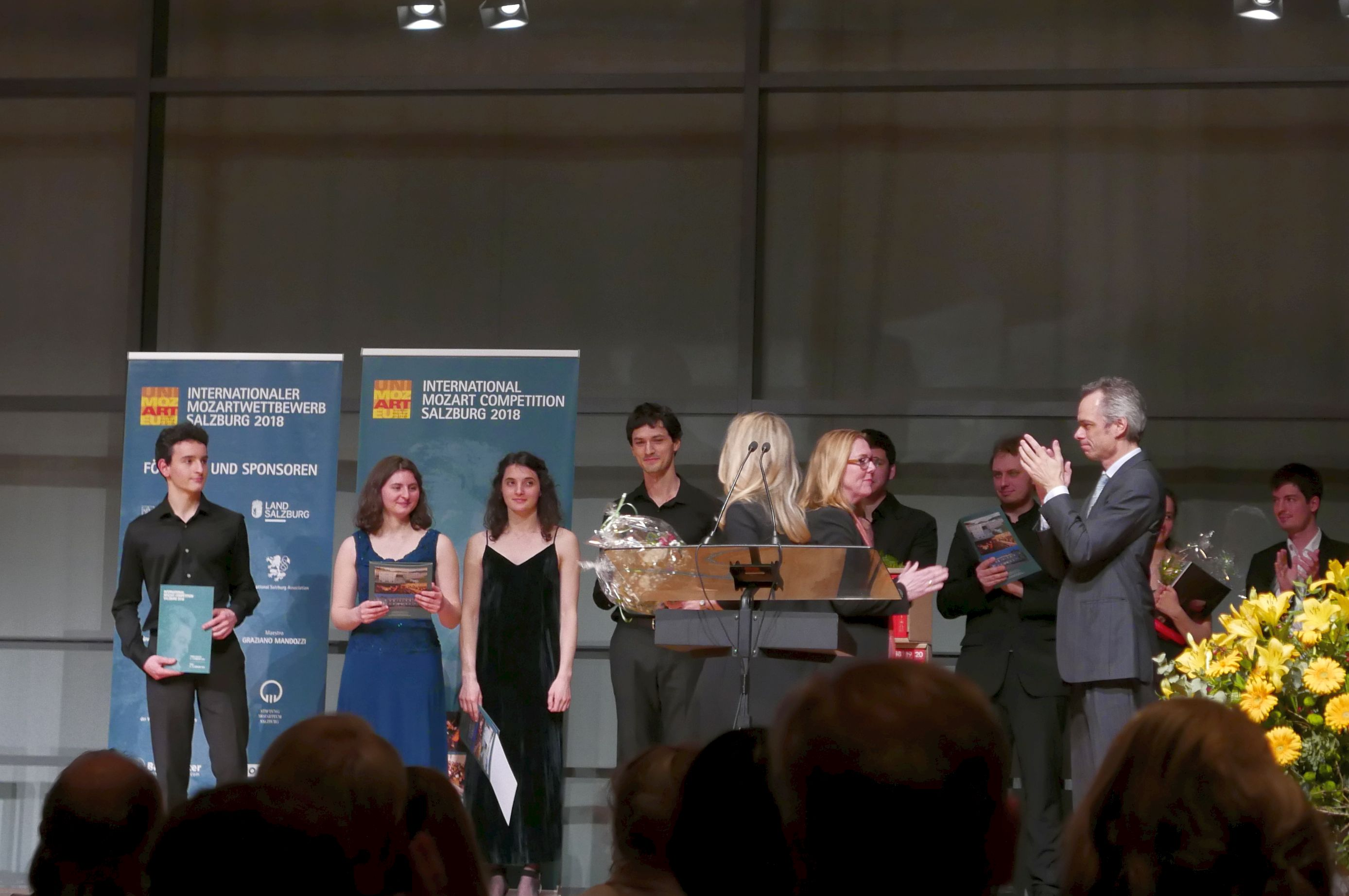
Preisübergabe an das Quatour Tchalik

Der dreizehnte Wettbewerb fand in den Wertungskategorien Gesang und Streichquartett statt und wurde vom 2. bis zum 15. Februar 2018 abgehalten.
- Streichquartett: Quatuor Tchalik (Frankreich; 1. Preis, Sonderpreis für die beste Interpretation eines Streichquartettes von Mozart und Bärenreiter-Urtext-Preis), Eliot Quartett (Deutschland; 2. Preis und Bärenreiter-Urtext-Preis), Quatuor Akos (Frankreich; 3. Preis und Bärenreiter-Urtext-Preis)[6]
- Gesang: Anna El-Khashem (Russland; 1. Preis und Spezialpreis für die beste Interpretation eines Vokalwerkes von Wolfgang Amadeus Mozart), Peter Kellner (Slowakei; 2. Preis und Publikumspreis), Mojca Bitenc (Slowenien; 3. Preis)[7]

### Vierzehnter Wettbewerb (2020)
Der vierzehnte Wettbewerb findet in den Wertungskategorien Violine, Klavier und Horn vom 1. bis 15. Februar 2020 statt.